# Limenitis coreana
Limenitis coreana är en fjärilsart som beskrevs av Matsumura 1927. Limenitis coreana ingår i släktet Limenitis och familjen praktfjärilar. Inga underarter finns listade i Catalogue of Life.